# Magnus V.
Magnus Erlingsson (* 1156 in Norwegen; † 15. Juni 1184 am Sognefjord) war als Magnus V. von 1161 bis 1184 König von Norwegen.
Magnus war der Sohn von Erling Skakke und Kristin, der Tochter von König Sigurd dem Jerusalemfahrer. Magnus wurde 1163 oder 1164 von Erzbischof Øystein Erlendsson gekrönt und war damit der erste gekrönte König Skandinaviens. Die ersten Jahre seiner Regierung führte sein Vater die Geschäfte. Magnus kam bei der Schlacht bei Fimreite im Kampf gegen König Sverre Sigurdsson ums Leben.
Ein Bautastein in Nornes bei Sogndal erinnert an diese Schlacht.